# ویندوز دیفندر
ویندوز دیفندر (به انگلیسی: Windows Defender) که در گذشته با نام مایکروسافت ضد جاسوس‌افزار (به انگلیسی: Microsoft AntiSpyware) شناخته می‌شد، نرم‌افزاری است که شرکت مایکروسافت آن را برای جلوگیری، حذف و قرنطینه کردن جاسوس‌افزارها ساخته است. این نرم‌افزار به طور پیش‌فرض همراه ویندوز ویستا، ویندوز ۷ و ویندوز ۱۰ و ویندوز ۱۱است و برای نسخه‌های ویندوز اکس‌پی و ویندوز سرور ۲۰۰۳ در وب‌گاه مایکروسافت به‌طور رایگان برای دانلود وجود دارد.

## تاریخچه

### نسخهٔ آزمایشی
ویندوز دیفندر ابتدا بر روی هستهٔ نرم‌افزار ضدجاسوسی جی‌آی‌اِی‌ان‌تی محصول شرکت جی‌آی‌اِی‌ان‌تی پایه‌گذاری شد. این شرکت در تاریخ ۱۶ دسامبر ۲۰۰۴ به مایکروسافت ملحق شد. اولین نسخهٔ آزمایشی ویندوز دیفندر در ۶ ژانویه ۲۰۰۵ منتشر شد و در واقع همان نرم‌افزار ضدجاسوسی جی‌آی‌اِی‌ان‌تی بود. پس از آن در ۲۱ نوامبر ۲۰۰۵ به‌طور رسمی نسخهٔ آزمایشی اول آن منتشر شد. در نسخهٔ آزمایشی دوم، هستهٔ نرم‌افزار دوباره نوشته شد اما این بار برخلاف نسخهٔ قبل که جی‌آی‌اِی‌ان‌تی با ویژوال بیسیک آن‌را ایجاد کرده بود، هستهٔ نرم‌افزار با سی‌پلاس‌پلاس نوشته شد. نسخهٔ آزمایشی دوم در ۱۳ فوریه ۲۰۰۶ منتشر شد.

### نسخهٔ پایانی نسل اول
در نهایت نسخهٔ پایانی نسل اول آن در ۲۴ اکتبر ۲۰۰۶ منتشر شد و قابلیت پشتیبانی از ویندوز اکس‌پی، ویندوز سرور ۲۰۰۳ و ویندوز ویستا ویندوز 7را دارا بود.

### نسخه جدید ویندوز دیفندر
پس از اینکه مایکروسافت نرم‌افزار ضرورتهای امنیتی مایکروسافت را بر ویندوز دیفندر ترجیح داد دوباره بعد از سه سال مایکروسافت به ویندوز دیفندر روی آورد و نسخه جدید آن را همراه با ویندوز 8 در سال 2012 منتشر کرد. البته ویندوز دیفندر جدید بر پایه همان برنامه ضرورتهای امنیتی مایکروسافت بود در واقع فقط اسم آن تغییر کرده بود هدف مایکروسافت گذاشتن اسم نوستالژیک این برنامه بود.
این برنامه پس از سه سال دوباره بر روی ویندوز 10 عرضه گردید. البته این نسخه هم باز همان برنامه ضرورتهای امنیتی مایکروسافت بود که همین روند تا دو سال ادامه پیدا کرد تا اینکه مایکروسافت عزم خود را جزم کرد تا نسخه جدید این برنامه را تولید و منتشر کند. سر انجام در همان سال 2017 یا اوایل سال 2018، برنامه ویندوز دیفندر با رابط کاربری بسیار پیشرفته و بروزتر آغاز به کار کرد؛ به زبان ساده یعنی زبان طراحی کل این برنامه دوباره از نو نوشته شده بود و یک سری امکانات جدید مانند family یا ورود به اکانت به آن اضافه شده بود.
بخشی از قابلیت های ویندوز دیفندر جدید:
1- دسترسی کنترل شده به فولدر ها
2-افزودن مکان های جدید به برنامه
3-مجاز سازی اپلیکیشن مورد اعتماد شما(یعنی با استفاده از تنظیمات دستی میتوانید یک برنامه را انتخاب کنید که مورد اعتماد شما است تا بعدها به عنوان ویروس پاک نشود) مشابه برنامه ESET
4-بخش Exploit Guard ویندوز دیفندر
5-شخصی سازی تنظیمات بخش Exploit protections
6-مقابله با تهدیدهای پیشرفته ویندوز دیفندر
7-ورود به اکانت مایکروسافت

 
پس از چند ماه این برنامه با آپدیت جدید سپتامبر سال 2018، این برنامه به زیر مجموعه برنامه مایکروسافت سیکوریتی تبدیل شد. البته مایکروسافت سیکوریتی همان تنظیمات برنامه ویندوز دیفندر است.